# Mondavio

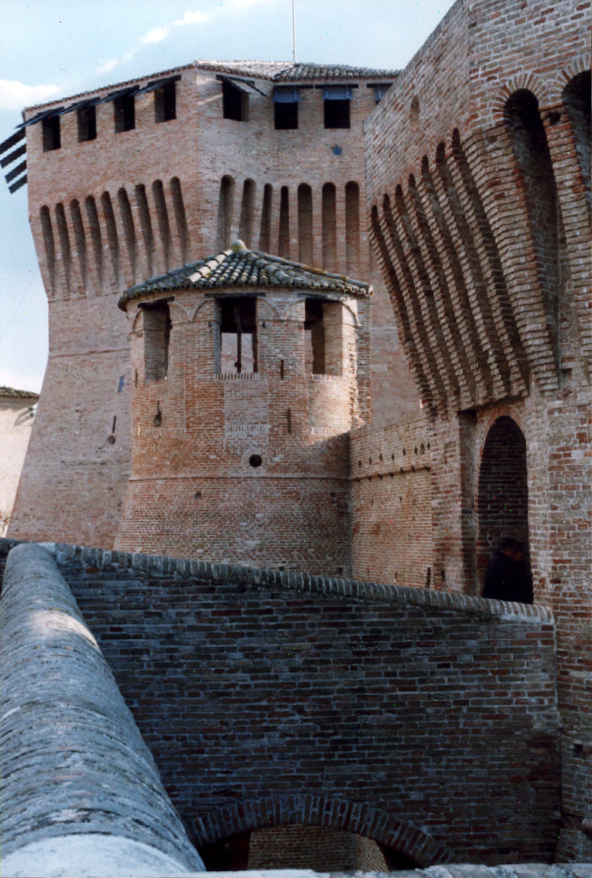
Rocca di Mondavio

Mondavio là một đô thị ở tỉnh Pesaro và Urbino trong vùng Marche, nằm cách 45 km về phía tây của Ancona và khoảng 30 km về phía nam của Pesaro. Tại thời điểm ngày 31 tháng 12 năm 2004, đô thị này có dân số 3.925 và diện tích là 29,5 km².
Đô thị Mondavio có các frazioni (các đơn vị trực thuộc, chủ yếu là các làng) S. Andrea di Suasa, S. Michele al Fiume, S. Filippo sul Cesano, và Cavallara.
Mondavio giáp các đô thị sau: Barchi, Corinaldo, Fratte Rosa, Monte Porzio, Montemaggiore al Metauro, Orciano di Pesaro, Piagge, San Giorgio di Pesaro, San Lorenzo in Campo.